# Masato Nakamura
Masato Nakamura (jap. 中村 正人, Nakamura Masato; * 1. Oktober 1958 in Chōfu, Japan) ist ein japanischer Bassist, der bei der Band Dreams Come True spielt. Weltweite Bekanntheit erreichte er durch seine Kompositionen für die ersten beiden Teile der Sega-Spielreihe Sonic the Hedgehog.
Er produzierte in Zusammenarbeit mit US-Rapper Akon einen Remix von Sweet Sweet Sweet für den 2006 erschienenen Teil der Sonic-Reihe.
Am 22. Juni 2008 heiratete er Mākī, die Leadsängerin der Band High and Mighty Color.